# 安東尼·渥德爾
安東尼·甘迺迪·渥德爾（英語：Anthony Kennedy Warder，經常被稱為A. K. Warder，1924年9月8日—2013年1月8日），生於英國，印度學學者，擅長梵文與巴利文，以在佛教研究方面的成果而聞名。曾獲得多倫多大學東方研究學院，頒贈梵文榮譽博士。

## 生平
渥德爾在倫敦大學東方與非洲學院（SOAS），主修梵文與巴利文，在此取得博士學位。
1955年，成為愛丁堡大學教授。
1963年，進入多倫多大學。他在此擔任教授，一直到1990年退休為止。